# Kent Smith

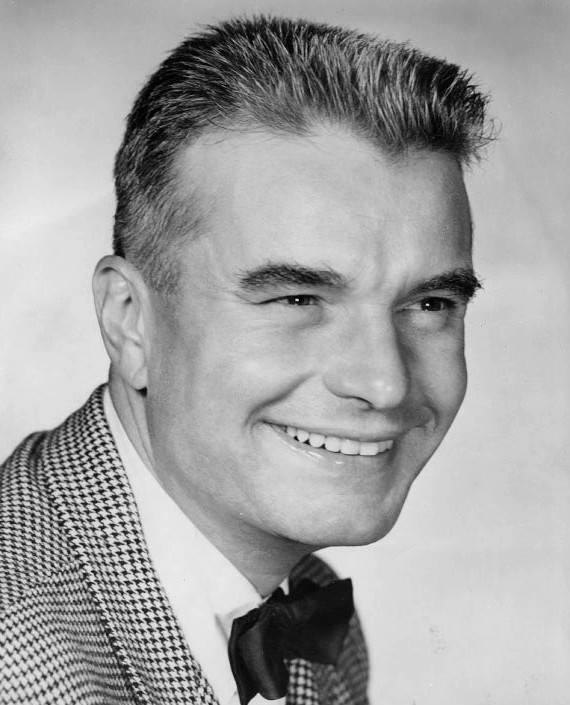
Kent Smith.

Kent Smith, född 19 mars 1907 i New York, död 23 april 1985 i Woodland Hills, Kalifornien, var en amerikansk skådespelare. Smith filmdebuterade 1936 och kom under 1940-talet att ha relativt stora roller i flera filmer så som Spiraltrappan, Kvinnan utanför, samt 1950 års Rovspindeln. På 1950-talet gjorde han mer roller för TV och fortsatte med detta fram till 1977. Smith medverkade också i ett flertal roller på Broadway 1932–1957.

## Filmografi i urval
- 1942 – Rovdjurskvinnan
- 1943 – Till nu och för evigt
- 1943 – De stulo mitt land
- 1944 – The Curse of the Cat People
- 1945 – Spiraltrappan
- 1947 – Kvinnan utanför
- 1947 – Han stannade över natten
- 1947 – Handen på hjärtat
- 1949 – Pionjären
- 1949 – Mitt dåraktiga hjärta
- 1950 – Rovspindeln
- 1957 – Sayonara
- 1958 – Natt i Chicago
- 1960 – Dröj hos mig främling...